# Скуайр, Ралф
Ралф Ти́ндалл Скуа́йр (англ. Ralph Tyndall Squire; 10 сентября 1863 — 22 августа 1944) — английский футболист, выступавший на позициях хавбека и защитника. Играл за футбольные клубы «Кембридж Юниверсити», «Олд Уэстминстерс», «Клэпем Роверс» и «Коринтиан», а также за национальную сборную Англии.

## Биография
Родился в Марилебоне в семье химика-инженера. Окончил Вестминстерскую школу, выступал за школьную футбольную команду с 1880 по 1882 год. В 1882 году поступил в Тринити Холл Кембриджского университета, где получил степень бакалавра (1885) и магистра искусств (1889). В 1884 и 1886 году выступал за футбольную команду университета.
Выступал за футбольные клубы «Кембридж Юниверсити», «Олд Уэстминстерс» и «Клэпем Роверс». С 1886 по 1892 год в качестве гостя играл за любительский клуб «Коринтиан». Также выступал за сборную футбольной ассоциации Лондона.
13 марта 1886 года дебютировал за сборную Англии, сыграв на позиции центрального хавбека в матче Домашнего чемпионата против сборной Ирландии на стадионе «Баллинафей Парк» в Белфасте, который завершился разгромной победой англичан со счётом 6:1. 27 марта того же года сыграл против сборной Шотландии на стадионе «Кэткин Парк» в Глазго, матч завершился вничью со счётом 1:1. Два дня спустя провёл свой третий (и последний) матч за сборную Англии, выйдя на позиции правого защитника в матче против сборной Уэльса на стадионе «Рейскорс Граунд» в Рексеме; игра завершилась победой англичан со счётом 3:1.
Работал в комитете Футбольной ассоциации Англии с 1884 по 1887 год. В 1903 году стал казначеем клуба «Коринтиан».

## Достижения
Сборная Англии
- Победитель Домашнего чемпионата Великобритании: 1886 (разделённая победа)